# Eva Boto
Eva Boto (Dravograd, 1 december 1995) is een Sloveens zangeres.

## Biografie
Boto werd bekend bij het grote publiek door haar deelname aan Misija Evrovizija, de Sloveense voorronde voor het Eurovisiesongfestival 2012. Ze stootte door naar de finale en won deze uiteindelijk met het nummer Verjamem. Ze vertegenwoordigde met dit nummer Slovenië in de Azerbeidzjaanse hoofdstad Bakoe. Boto was met 16 jaar de jongste deelnemer van het songfestival. Ze haalde echter de finale niet; in de halve finale werd Boto 17de, de op een na laatste.
1993: 1X Band · 
1995: Darja Švajger · 
1996: Regina · 
1997: Tanja Ribič · 
1998: Vili Resnik · 
1999: Darja Švajger · 
2001: Nuša Derenda · 
2002: Sestre · 
2003: Karmen Stavec · 
2004: Platin · 
2005: Omar Naber · 
2006: Anžej Dežan · 
2007: Alenka Gotar · 
2008: Rebeka Dremelj · 
2009: Quartissimo feat. Martina · 
2010: Ansambel Žlindre & Kalamari · 
2011: Maja Keuc · 
2012: Eva Boto · 
2013: Hannah Mancini · 
2014: Tinkara Kovač · 
2015: Maraaya · 
2016: ManuElla · 
2017: Omar Naber · 
2018: Lea Sirk · 
2019: Zala Kralj & Gašper Šantl · 
2021: Ana Soklič · 
2022: LPS · 
2023: Joker Out · 
2024: Raiven · 
2025: Klemen
- International Standard Name Identifier: 0000 0004 6158 7722
- MusicBrainz: 0159c2ac-7e79-4dc2-98e0-608e29642e1e
- Virtual International Authority File: 1538159234369403371412